# Parti progressiste du Canada
Ne doit pas être confondu avec Parti progressiste canadien.
Le Parti progressiste du Canada était un parti politique canadien dans les années 1920 et 1930. Il était lié aux partis des United Farmers dans plusieurs provinces et, au Manitoba, présente des candidats et forme des gouvernements sous le nom du Parti progressiste du Manitoba.

## Histoire

### Origines
Les origines du Parti progressiste remontent aux politiques de compromis du premier ministre Wilfrid Laurier. L'enjeu le plus important pour les agriculteurs de l'Ouest canadien à l'époque est le libre-échange avec les États-Unis. La Politique nationale instaurée par John A. Macdonald dans les années 1890 oblige les fermiers à payer plus cher pour leur équipement et de vendre leurs produits à moindre prix. Après la Première Guerre mondiale, toutefois, aucun des deux grands partis politiques n'appuie le libre-échange.
Au tournant du siècle, l'Ouest canadien commence à recevoir un afflux d'idéologies politiques radicales. Des États-Unis vient le progressisme et la Non-Partisan League. Du Royaume-Uni, les immigrants importent le socialisme de la Fabian Society. Ce mélange d'idéologie et de mécontentement engendre beaucoup de discussions sur la formation d'un parti indépendant, surtout dans une revue de l'époque, Grain Growers Guide. Les premières organisations de protestation d'agriculteurs sont les Manitoba Grain Growers Association et les United Farmers of Alberta.
Le Parti progressiste est fondé en 1920 par Thomas Crerar, un ancien ministre de l'Agriculture au sein du gouvernement unioniste de Robert Borden. Crerar quitte le conseil des ministres de Borden en 1919 après le dépôt d'un budget fédéral par le ministre des Finances Thomas White qui n'accorde pas suffisamment d'attention aux questions chères au fermiers. Crerar devient le premier chef du Parti progressiste et remporte 65 sièges lors de l'élection générale de 1921.

### Succès électoral
L'interprétation traditionnelle veut que le Parti progressiste fut un parti de protestation de l'Ouest canadien, mais cette vision est contestée par certains. Il est certain que ses bases et origines sont dans l'Ouest ; mais dans l'élection de 1921 les progressistes deviennent un mouvement authentiquement national. Les progressistes remportent 24 des 81 sièges à la Chambre des communes en Ontario. En même temps, le parti est déçu de ce résultat. Les progressistes reçoivent des appuis importants dans les Provinces maritimes également, mais ne remportent qu'un seul siège au Nouveau-Brunswick. Au niveau provincial, les partis d'agriculteurs prennent une place importante en Nouvelle-Écosse et au Nouveau-Brunswick.
En adoptent une approche extrêmement décentralisée, le Parti progressiste copie la méthode utilisée aux États-Unis pour construire un parti national au Congrès américain. Crerar n'est pas le chef national du parti, simplement le leader parlementaire. Les médias le considèrent comme le porte-parole en chef du parti, même s'il n'occupe aucune fonction officielle hors du Parlement. Le parti n'a pas non plus d'organisation nationale, s'appuyant plutôt sur le Conseil canadien de l'agriculture pour une certaine infrastructure à l'échelle du pays. Chaque candidat est libre de prôner les politiques qu'il veut. Le désir de réformer la Politique nationale est un dénominateur commun, mais même cela n'est pas universel au sein du parti. En effet, on peut à peine considérer les progressistes comme un parti, et certains suggèrent que l'expression « mouvement progressiste » serait une description plus rigoureuse.
Lors de l'élection de 1921, le Parti libéral du Canada remporte le plus grand nombre de sièges, formant un gouvernement minoritaire. Les progressistes sont divisés sur l'approche à adopter ; un groupe significatif d'ex-libéraux, incluant Crerar, appuient l'idée de former un gouvernement de coalition avec les libéraux. Toutefois, le contingent montréalais au sein du Parti libéral, ainsi que les progressistes radicaux, s'opposent à cette idée. Les progressistes radicaux, disciples de Henry Wise Wood des United Farmers of Alberta, mettent de l'avant une stratégie très différente : ils désirent demeurer un parti décentralisé où chaque député représente simplement ses commettants. Les deux groupes sont d'accord pour refuser de former l'Opposition officielle, habituellement réservé au parti avec le deuxième plus grand nombre de sièges ; le troisième parti en importance aux communes, le Parti conservateur, forme s'occupe donc de cette tâche.

### Dissolution
Crerar tente d'introduire certains aspects d'un parti conventionnel au Parti progressiste, incluant les whips et une infrastructure nationale. Ces efforts rencontrent toutefois de la résistance, et en 1922 Crerar démissionne de son poste de chef. Il est remplacé par Robert Forke, un autre ex-libéral qui est d'accord avec Crerar sur la plupart des questions. Les progressistes ne rencontrent pas le succès au parlement, et perdent une bonne partie de l'appui des modérés dans l'est du pays. Tandis qu'en 1921 Crerar avait fait campagne dans tout le pays, Forke abandonne tout à l'est du Manitoba. Dans l'élection de 1925, les progressistes perdent presque tous leurs députés ontariens, bien que conservant un certain succès dans l'ouest.
Le parti est désormais dominé par l'aile radicale albertaine. Les modérés tels que Forke retournent au Parti libéral (en tant que libéral-progressistes) et les progressistes restants se reconstituent en tant que représentants parlementaires des United Farmers of Alberta. Certains continuent de siéger aux communes jusqu'à leur déroute dans l'élection de 1935, lorsque la plupart des députés United Farmers se joignent à la Co-operative Commonwealth Federation et sont défaits aux urnes par le Parti Crédit social du Canada.

## Ontario
En Ontario, les United Farmers of Ontario forment le gouvernement à la suite de l'élection générale ontarienne de 1919 avec Ernest Charles Drury comme premier ministre. Après la défaite du gouvernement en 1923 et la décision formelle des UFO de se retirer de la politique électorale, la plupart des députés restants à l'Assemblée législative se font appeler progressistes. Dans l'élection générale ontarienne de 1934, les députés progressistes restants se présentent sous la bannière libéral-progressiste sous Harry Nixon en alliance avec le Parti libéral de l'Ontario, dirigé par l'ancien membre de l'UFO Mitch Hepburn. Les libéral-progressistes se fondent subséquemment dans le Parti libéral.

## Manitoba
Le Parti progressiste du Manitoba fusionne avec le Parti libéral du Manitoba dans les années 1920 pour former un Parti libéral-progressiste dans cette province. Malgré cela, en 1942, le premier ministre manitobain John Bracken, un progressiste, se laisse convaincre de devenir le chef du Parti conservateur. Il pose une condition : le parti doit changer son nom pour devenir le Parti progressiste-conservateur du Canada. Toutefois, le Parti progressiste du Canada refuse de se dissoudre et présente ses propres candidats contre les tories de Bracken dans l'élection fédérale subséquente. Le déclin du parti se poursuit, et la plupart des progressistes choisissent de se joindre au Parti libéral ou à la Co-operative Commonwealth Federation (CCF) plutôt qu'au Parti progressiste-conservateur.

## Legs
Après l'implosion du parti, la plupart des électeurs progressistes sont retournés vers le Parti libéral. Les libéraux avaient toujours considéré les progressistes comme étant simplement des « libéraux pressés », et c'était vrai pour une grande partie des électeurs du parti. L'exemple le plus important de ce retour au Parti libéral et Thomas Alexander Crerar, qui a servi au sein du Parti libéral pendant des décennies, d'abord en tant que ministre, puis en tant que sénateur.
Les progressistes plus radicaux se sont séparés en deux groupes. Le groupe Ginger se détacha à la Chambre des communes et s'est joint à deux députés travaillistes, formant éventuellement la Co-operative Commonwealth Federation (le précurseur du Nouveau Parti démocratique actuel).
D'autres progressistes, à tendance populiste plus radicale, se tournent plus tard vers l'idéologie du Crédit social, formant une lignée de protestation de l'Ouest canadien qui continue jusqu'au Parti réformiste du Canada et l'Alliance canadienne. La CCF et le Crédit social avaient tous deux leurs racines dans le mouvement des United Farmers, qui a fait élire un grand nombre de députés provinciaux au Nouveau-Brunswick, en Nouvelle-Écosse et au Manitoba, et qui a formé des gouvernements en Alberta, en Ontario et au Manitoba (les United Farmers of Manitoba ont adopté le nom de Parti progressiste du Manitoba après leur ascension au pouvoir en 1922). On pourrait considérér que les partis United Farmers étaient les ailes provinciales du Parti progressiste fédéral. Le Parti conservateur bénéficie le moins de la chute du Parti progressiste, héritant seulement du nom.
Plus important que les divers effets sur les autres partis individuels, le Parti progressiste a également un grand effet sur le système politique canadien — c'est en effet le premier exemple d'un tiers parti qui a réussi au Canada. Malgré la loi de Duverger en science politique (qui affirme qu'un mode de scrutin uninominal majoritaire conduira inévitablement à un système à deux partis) le Parlement du Canada a toujours eu un troisième parti (et parfois même un quatrième et un cinquième) depuis ce temps (bien qu'aucun troisième parti n'ait réussi à former un gouvernement à ce jour). Les progressistes ont donc servi à la fois de modèle à suivre et d'avertissement à ceux qui suivraient.

## Chefs du parti
- Thomas Crerar : 1920 à 1922
- Robert Forke : 1922 à 1926

### Élections fédérales
| Élection | Chef          | Candidats | Votes   | %     | Sièges   | +/– | Position | Gouvernement |
| -------- | ------------- | --------- | ------- | ----- | -------- | --- | -------- | ------------ |
| 1921     | Thomas Crerar | 137       | 658 976 | 21,09 | 58 / 235 |     | 2e       | Opposition   |
| 1925     | Robert Forke  | 68        | 266 319 | 8,45  | 22 / 245 | 36  | 3e       | Opposition   |
| 1926     | Robert Forke  | 28        | 128 060 | 3,93  | 11 / 245 | 11  | 3e       | Opposition   |
| 1930     | -             | 15        | 70 822  | 1,82  | 3 / 245  | 8   | 4e       | Opposition   |

## Œuvres sur le sujet
L'étude du Parti progressiste est presque exclusivement dominée par un seul auteur, William Lewis Morton, dont le livre The Progressive Party of Canada, publié en 1950, remporte un Prix du Gouverneur général, et sert de texte principal sur le Parti progressiste depuis ce temps. Un très grand nombre d'œuvres traitant de la politique de l'Ouest canadien publiées plus récemment ne citent que Morton lorsqu'elles abordent le Parti progressiste. Morton, un Red Tory, écrivait dans le contexte d'un mouvement du Crédit social qui semblait en pleine expansion ; son livre est le premier d'une série explorant les origines du mouvement du crédit social.